# Bazylika Matki Bożej Różańcowej w Pompejach
Papieskie Sanktuarium Matki Bożej Różańcowej w Pompejach (wł. Pontificio santuario della Beata Vergine del Santo Rosario di Pompei) – bazylika w Pompejach we Włoszech, siedziba prałatury terytorialnej w Pompejach.

## Historia
W 1875 roku Bartłomiej Longo sprowadził do podupadłej parafii w Pompejach obraz Matki Bożej Różańcowej. W celu propagowania kultu Matki Bożej Różańcowej, zachęcony przez biskupa Noli Giuseppa Formisaniego, Longo rozpoczął zbiórkę funduszy na wybudowanie kościoła pw. Matki Bożej Różańcowej. Kamień węgielny położono 8 maja 1876 roku. Autorem projektu został profesor uniwersytetu w Neapolu Antonio Cua, który za swoją pracę nie wziął wynagrodzenia.
Pierwotnie kościół został wybudowany na planie krzyża łacińskiego i miał powierzchnię 420 m². Fasada jest dziełem Giovanniego Rispoliego. Kościół konsekrował 7 maja 1891 kardynał Raffaele Monaco la Valetta. W 1894 roku Bartłomiej Longo podarował kościół papieżowi Leonowi XIII, który mianował się jego proboszczem (którym od tej pory jest każdy kolejny papież). Również Leon XIII 4 maja 1901 r. podniósł kościół do godności bazyliki papieskiej.
Z powodu napływu dużej ilości pielgrzymów sanktuarium zostało rozbudowane w latach 1934–1939. Dodano wówczas do istniejącej nawy dwie nawy boczne oraz powiększono główną kopułę. Przebudowa zwiększyła powierzchnię do 2000 m². Rozbudową kierował Spirito Mario Chiapetta. Dzwonnicę o wysokości 80 m wybudowano w latach 1912–1925 według projektu Aristide Leonori.
Do sanktuarium dwukrotnie pielgrzymował papież Jan Paweł II (21 października 1979 i 7 października 2003), Benedykt XVI 19 października 2008, a także Franciszek 21 marca 2015.

## Opis kościoła

### Fasada

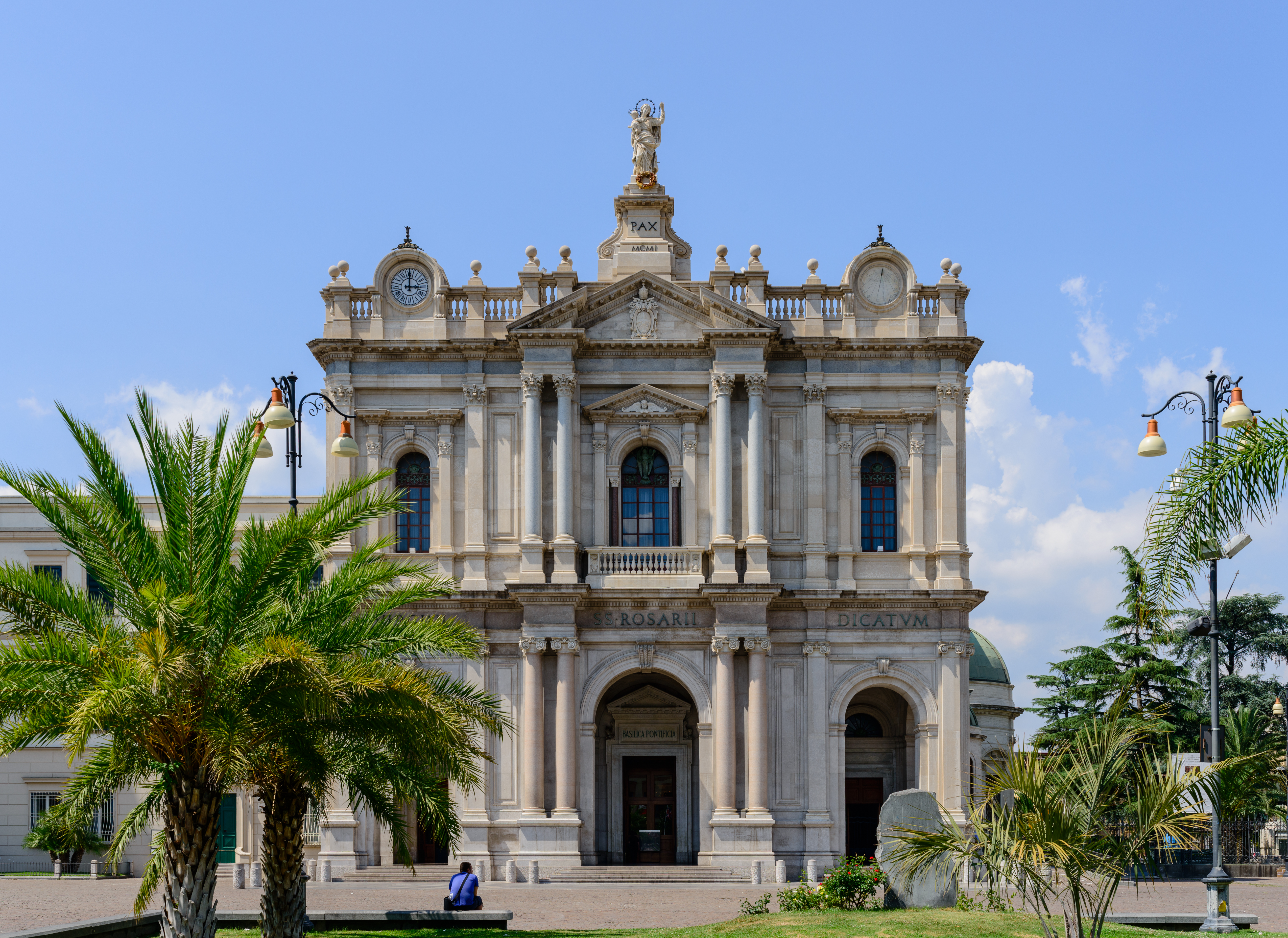
Fasada

Fasada jest dwupoziomowa z trawertynu, z portykiem o trzech łukach, wzorowana na rzymskich bazylikach. Projekt wykonał Giovanni Rispoli. Budowę fasady rozpoczęto 15 maja 1893, inauguracja miała miejsce 5 maja 1901.
Dolny rząd fasady jest w porządku jońskim z 4 kolumnami z różowego granitu o marmurowych kapitelach przy łuku środkowym. Pomiędzy poziomami fasady znajduje się granitowy fryz z napisem „VIRGINI SS. ROSARII DICATUM” („Poświęcone Dziewicy Świętego Różańca”).
Górny poziom jest w porządku korynckim z kolumnami z szarego granitu. W centrum znajduje się loggia papieska ozdobiona kolumnami z fińskiego granitu (materiał ten zastosowano po raz pierwszy we Włoszech). Nad środkowym oknem znajduje się anioł, a w tympanonie powyżej marmurowy herb Leona XIII.
Fasadę wieńczy posąg Matki Bożej Różańcowej o wysokości 3,25 m, ważący 180 t, dłuta Gaetano Chiaromontesego wykonany z jednego bloku marmuru karryjskiego. Na podstawie znajduje się słowo „PAX” (Pokój) i poniżej rok MCMI. Nad bocznymi oknami znajdują się zegary: po lewej elektryczny, a po prawej – słoneczny.
W niszach portyku znajdują się rzeźby: św. Alojzy Guanella (dłuta Arnaldo Gelliego z 1968), św. Ludwik z Casorii (tego samego artysty z 1980), św. Franciszka Ksawera Cabrini (dłuta Domenica Ponziego z 1971) i św. Leonard Murialdo (również Ponzi z 1970).

### Nawa główna

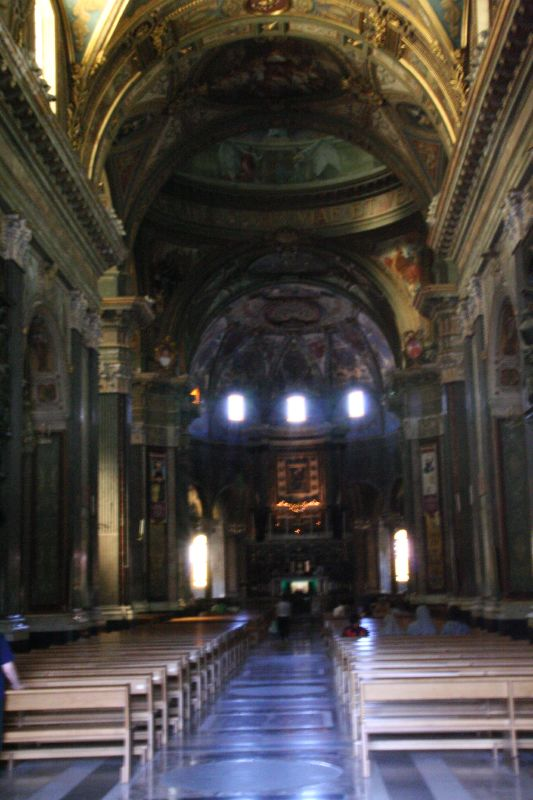
Nawa główna

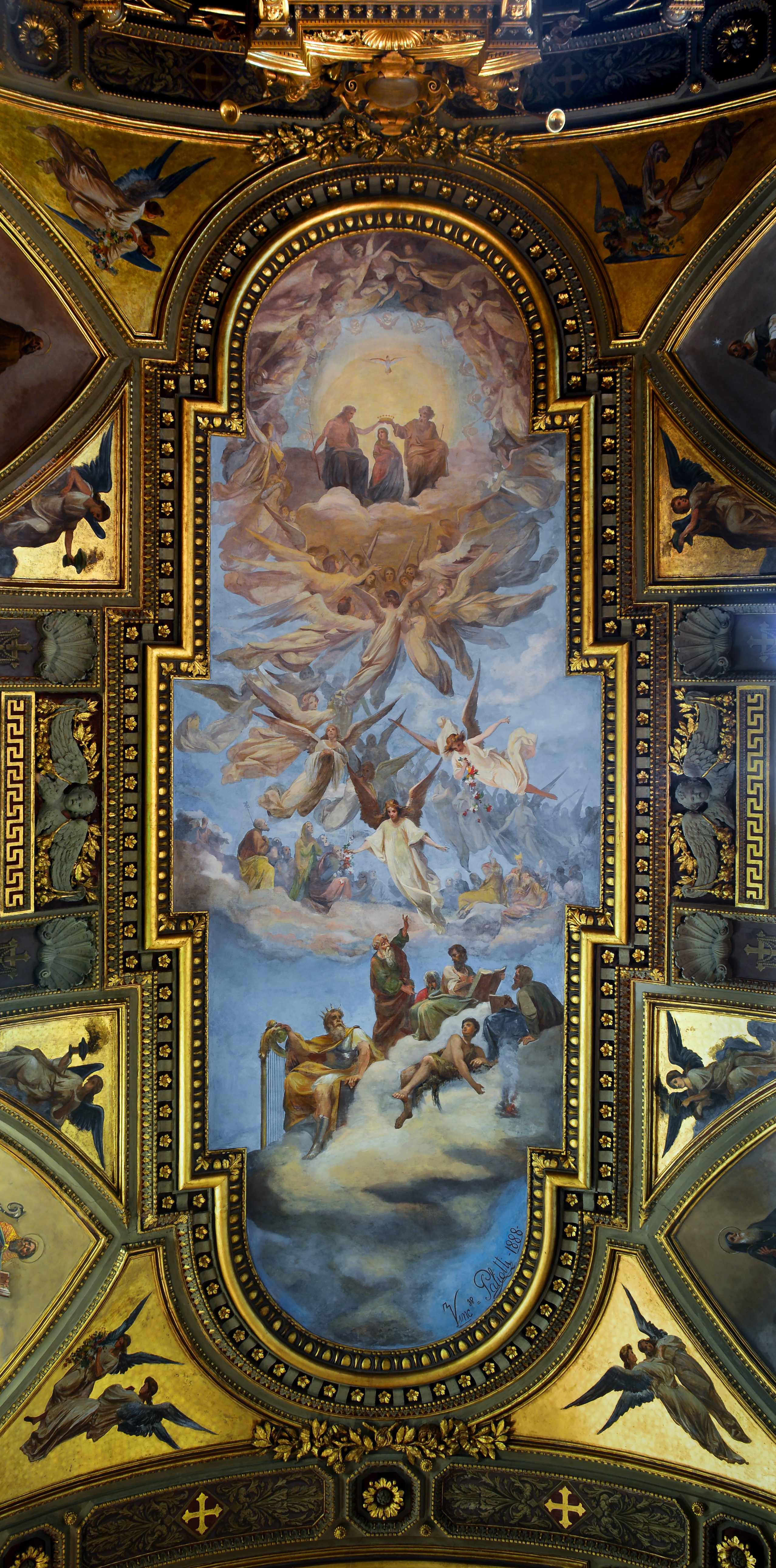
Fresk nad nawą główną

Na ścianie tylnej znajdują się dwie marmurowe tablice – jedna po włosku, a druga po łacinie – upamiętniające poświęcenie świątyni.
W centralnej części sklepienia znajduje się fresk Vincenza Paliottiego z 1888 „Koronacja NMP i chwała świętych”. W czterech lunetach bocznych okien znajdują się malowidła przedstawiające świętych: Franciszka, Augustyna, Benedykta i Dominika, a pomiędzy oknami św. Paulin z Noli i św. Pius V. Granicę pierwotnej budowli zaznaczają herb Bartłomieja Longo i biskupa Antoniego Anastasia Rossiego oraz napis „AD MCMXXXVIII”. Przy ścianach nawy znajduje się rzeźba z brązu dłuta Antonia Giuseppa Tonniniego – Bartłomiej Longo po lewej i po prawej jego żona hrabina Marianna de Fusco.

### Kopuła główna

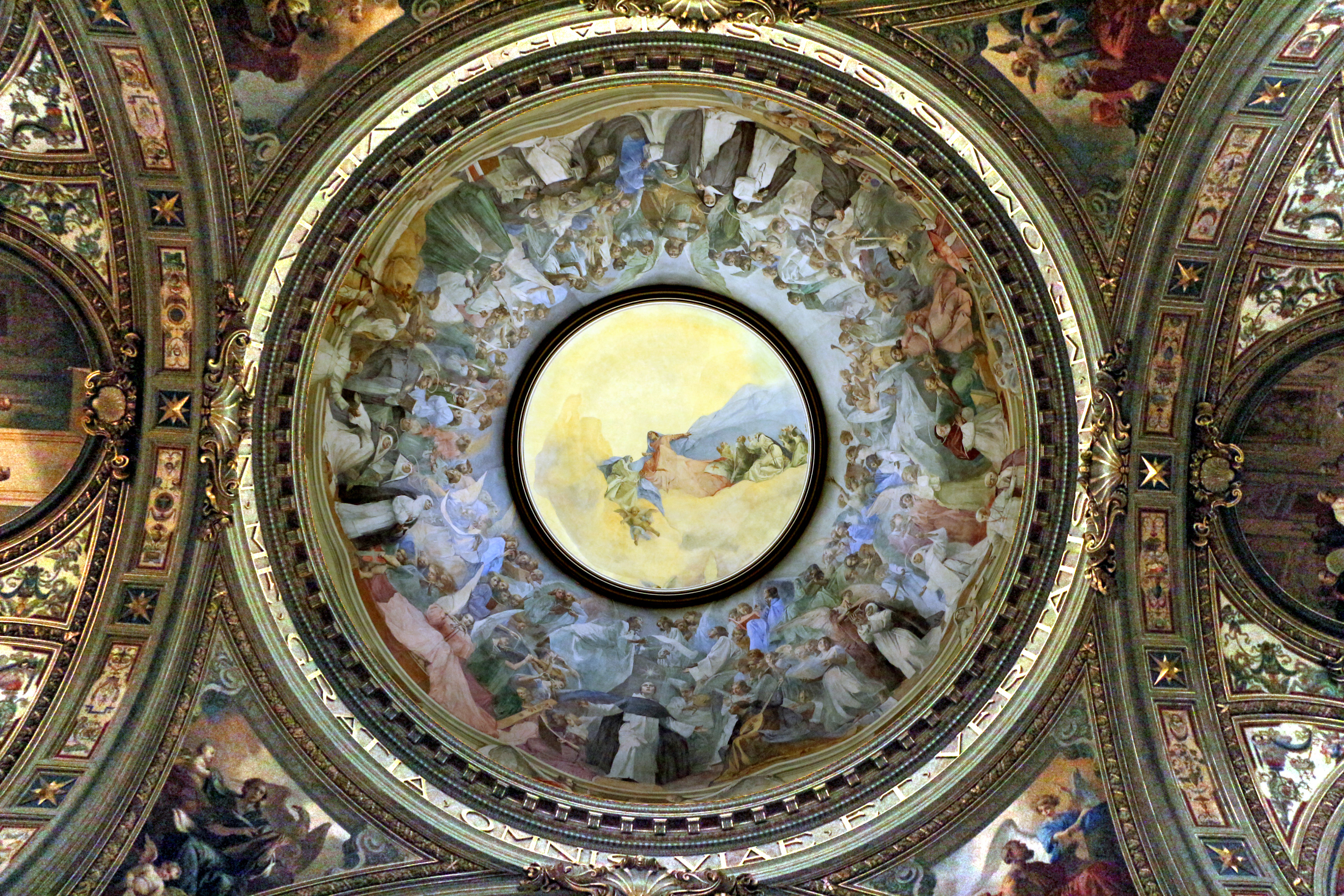
Fresk w kopule głównej

Kopułę główną o wysokości 57 m, otaczają 4 małe kopuły. Opiera się na dwóch bębnach – dolny łączy się z cyborium, górny jest perforowany przez okna i przykryty kopułą z latarnią.
Fresk w kopule jest dziełem Angela Landi di Salo. Przedstawia on „Wizję św. Dominika”, w której Dziewica Różańcowa okrywa swoim płaszczem świętych i wiernych. Fresk ten pokrywa powierzchnię 509 m² i przedstawia 360 postaci.
Pod gzymsem kopuły znajduje się cytat z Mądrości Syracha: „IN ME GRATIA OMNIS VIAE ET VERITATIS, IN ME OMNIS SPES VITAE ET VIRTUTIS” (We mnie wszelka łaska drogi i prawdy, we mnie wszystka nadzieja żywota i cnoty, Syr 24, 18).
W pendentywach czterech pilastrów podtrzymujących kopułę znajdują się freski czterech Ewangelistów. Kopuła obejmuje cztery okrągłe freski przedstawiające najważniejsze wydarzenia z historii sanktuarium: Leon XIII ogłasza encyklikę Octobri Mense, dotyczącą różańca (północ); procesja z okazji 50-lecia przybycia obrazu Matki Bożej Różańcowej do Pompejów (południe), Bartłomiej Longo ofiaruje sanktuarium Leonowi XIII (zachód), Longo przedstawia Piusowi X dzieła miłosierdzia (wschód). W łuku znajdują się medaliony z wizerunkami różnych świętych.

### Prezbiterium

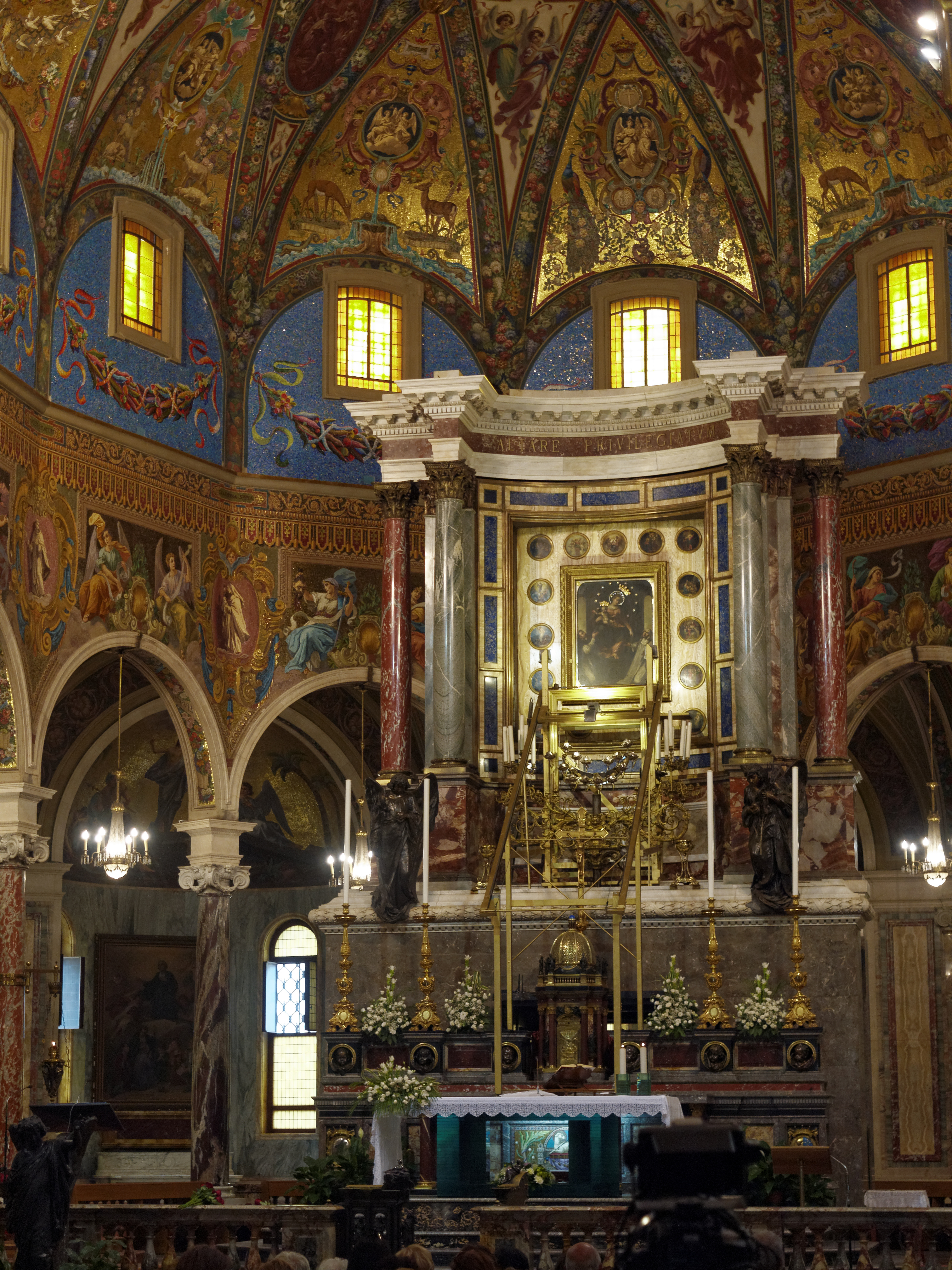
Tron z obrazem Matki Bożej Pompejańskiej

Prezbiterium otacza 8 marmurowych kolumn oraz balustrada z 4 wejściami. Ściany prezbiterium zdobią freski i mozaiki szkoły artystycznej Carmini z Wenecji kierowanej przez Romualdo Scarpa (1969). Zastąpiły one uszkodzone przez wilgoć freski aniołów i girland Arzuffi, Marigliani, Bertacchi i Donati z 1938. Mozaikowy fryz przedstawia postacie kobiece ze Starego Testamentu wśród aniołów i świętych. Na sklepieniu znajduje się Wniebowzięcie NMP autorstwa Ferma Taraginiego. Po lewej herb Piusa XI, po prawej Longo.
Ołtarz stoi na marmurowym postumencie o 5 stopniach.
Nastawa ołtarzowa została wykonana na podobieństwo tronu (i tak też jest określana). Została zbudowana w 1887 roku, a na obecne miejsce przeniesiono ją w roku 1937. Wznosi się od szerokiej podstawy z szarego marmuru, na którym leży girlanda białego marmuru, po bokach stoją dwaj aniołowie z brązu autorstwa Cepparulego i 4 kolumny marmurowe o podstawach i kapitelach z brązu.
Na tronie znajduje się obraz Matki Bożej Pompejańskiej w pozłacanej ramie, wokół 15 medalionów z miedzi z tajemnicami różańca autorstwa Vincenza Paliottiego, a dalej obramowanie z różnobarwnego marmuru, malachitu, onyksu i lapisu lazuli.

### Obraz Matki Bożej Pompejańskiej
Obraz został sprowadzony do Pompejów 13 listopada 1875 roku przez Bartłomieja Longo. Corocznie uroczyście obchodzona jest pamiątka tego wydarzenia.

### Ołtarze boczne
W nawach bocznych są po 3 ołtarze: po lewej św. Wincentego Ferreriusza, św. Małgorzaty Marii Alacoque i św. Tomasza z Akwinu; po prawej: św. Dominika, św. Franciszka z Asyżu i św. Alfonsa Marii Liguori. Za tronem (od lewej do prawej): św. Róży z Limy, św. Jana Chrzciciela de la Salle, św. Piusa V i św. Katarzyny ze Sieny.

### Wieża

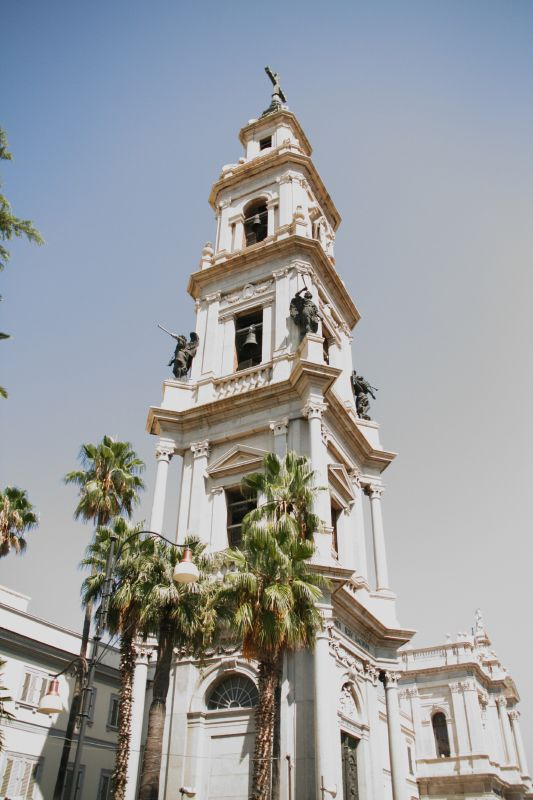
Wieża

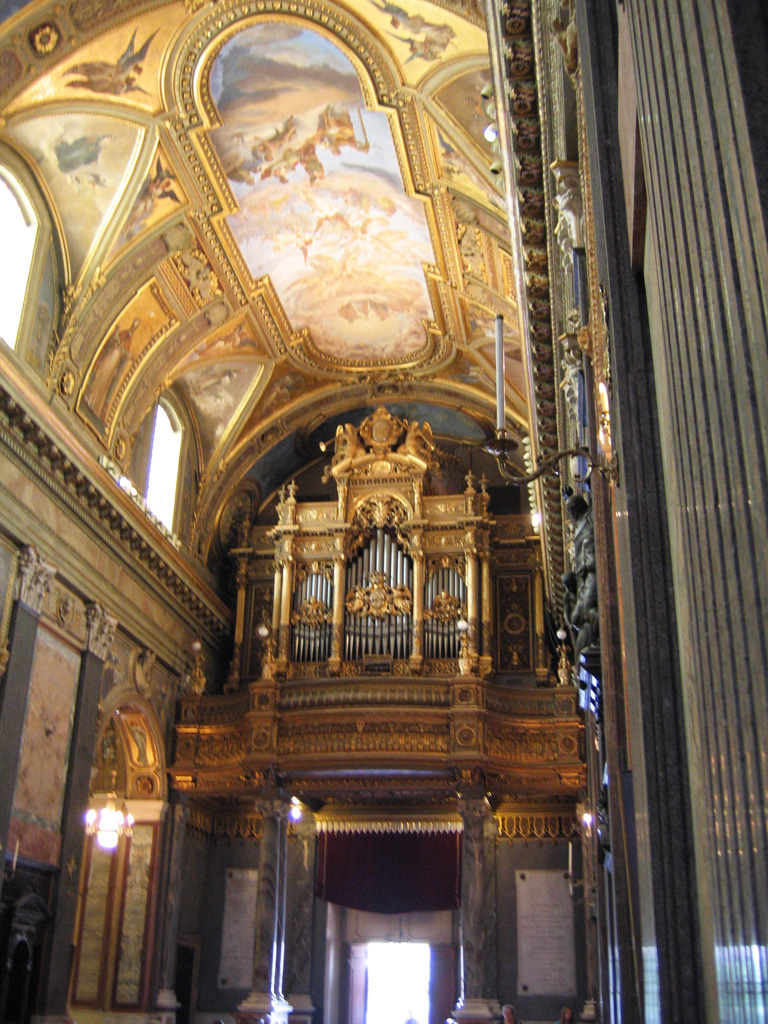
Organy

Wieża projektu Aristidea Leonoriego wybudowana została w latach 1912–1925. Ma 82 m wysokości. Remontowana była w latach 1986–1988 po uszkodzeniach przez trzęsienie ziemi w 1980 roku.
Z zewnątrz obłożona szarym granitem ze wstawkami z białego marmuru. Składa się z 5 kondygnacji w porządku kompozytowym. We wnętrzu znajduje się żelazna drabina o 360 stopniach podzielonych na 36 ramp. Wieża posiada osobne drzwi frontowe wykonane z brązu, przedstawiające scenę objawienia Najświętszego Serca Pana Jezusa św. Małgorzacie Marii Alacoque. Na postumentach trzeciego piętra znajdują się 4 figury aniołów z trąbami z brązu. W niszy czwartego piętra znajduje się rzeźba Najświętszego Serca Pana Jezusa z marmuru kararyjskiego o wysokości 6 m. W górnej części tego piętra napisy: „VENITE A ME OMNES” (Przyjdźcie do Mnie wszyscy) (nad figurą), „CORDI JESU SACRUM” (Święte Serce Jezusa) i „ANNO IUBILAEI MCMXXV” (Rok Jubileuszowy 1925). Całość wieńczy kopuła z 6-metrowym krzyżem z miedzi i brązu (pobłogosławionym przez Piusa XI przed przywiezieniem do Pompejów). Na dzwonnicy znajduje się 8 dzwonów. Z tyłu znajduje się winda, którą można wjechać na punkt widokowy.